# Томас, Томми
Альфонс «Томми» Томас (англ. Alphonse «Tommy» Thomas, 23 декабря 1899, Балтимор, Мэриленд — 27 апреля 1988, Далластаун, Пенсильвания) — американский бейсболист, питчер. Выступал в Главной лиге бейсбола с 1926 по 1937 год. После завершения карьеры работал тренером и генеральным менеджером клуба Международной лиги «Балтимор Ориолс». Более двадцати лет был сотрудником скаутской службы клуба «Бостон Ред Сокс».

## Биография
Альфонс Томас родился 23 декабря 1899 года в Балтиморе. Он был одним из двоих детей в семье муниципального служащего Альфонса Томаса-старшего и его супруги Анны. Прозвище «Томми» он получил в раннем детстве. В бейсбол Томас начал играть во время учёбы в старшей школе. Во время каникул он играл за любительскую команду одной из страховых компаний города. В 1918 году тренер этой команды Херб Армстронг предложил ему попробовать свои силы в профессиональном бейсболе. Первой командой Томаса стали «Баффало Байзонс» из Международной лиги, играющим тренером которых был Хукс Уилтси.
В составе «Байзонс» Томас отыграл три сезона, одержав 30 побед при 29 поражениях. Весной 1921 года руководство клуба решило отказаться от услуг питчера. Права на него были проданы владельцу клуба Международной лиги «Балтимор Ориолс» Джеку Данну за тысячу долларов. В своём первом после перехода сезоне Томас выиграл 24 матча, проиграв 10. «Ориолс» доминировали в лиге, одержав 119 побед в регулярном чемпионате, но в финале плей-офф проиграли «Луисвиллу». В последующие четыре года он был одним из лидеров стартовой ротации команды, постоянно входившей в число лидеров лиги. Четыре раза Томас играл в финальной серии лиги. Всего за пять лет в составе «Ориолс» он одержал 105 побед при всего 54 поражениях. В 1925 году он потребовал у Данна новый контракт на лучших условиях, но стороны не смогли прийти к соглашению. После завершения сезона Томас был продан в «Чикаго Уайт Сокс» за 15 тысяч долларов.
В сезоне 1926 года Томас выиграл 15 матчей, став вторым среди питчеров клуба. Соперники отбивали против него с показателем 24,4 %, самым низким в Американской лиге. Следующий сезон стал лучшим в его карьере. Томас одержал 19 побед с пропускаемостью 2,98. В течение трёх лет подряд он входил в число трёх лучших питчеров лиги по количеству сделанных страйкаутов. Эффективность его игры снизилась в 1930 году. Во время предсезонных сборов умер его отец, затем Томас получил травму локтя. По ходу сезона он пропустил много времени из-за пищевого отравления. В регулярном чемпионате он выиграл всего пять матчей, его показатель пропускаемости вырос до 5,22. Проблемы со здоровьем преследовали Томаса и в 1931 году, хотя он провёл на поле 245 иннингов.
В июне 1932 года, после неудачного старта чемпионата, Уайт Сокс продали Томаса в «Вашингтон Сенаторз». После завершения сезона ему сделали операцию на локте, после которой он уже не смог восстановить свою подачу. Несмотря на сложности, в 1933 году он сыграл за «Сенаторз» в единственной в своей карьере Мировой серии. В «Вашингтоне» он выступал до 1935 года.
В мае 1935 года «Сенаторз» обменяли Томаса в «Филадельфию». В составе «Филлис» он провёл только четыре игры. Затем его перевели в состав «Балтимор Ориолс», где он до конца сезона сыграл в семнадцати матчах. В январе 1936 года контракт Томаса был выкуплен клубом «Сент-Луис Браунс». В регулярном чемпионате он одержал одиннадцать побед. Следующий сезон Томас начал в роли реливера, но в июне был отчислен из команды. После этого он подписал контракт с «Ред Сокс», сыграв за команду девять матчей. Сезон 1938 года, проведённый в составах «Ноксвилл Смокиз» и «Чаттануги Лукаутс», стал последним в его игровой карьере.
Во время выступлений за «Чаттанугу» он был играющим тренером в штабе Роджерса Хорнсби. В 1939 году вместе с ним Томас вернулся в Балтимор, чтобы работать в «Ориолс». Неудачные результаты привели к увольнению Хорнсби, а Томас был назначен новым главным тренером. В 1943 году Томас также был назначен генеральным менеджером клуба. В июле 1944 года полностью сгорел домашний стадион «Ориолс», а также всё снаряжение и форма игроков. Несмотря на возникшие трудности, команда выиграла чемпионат Международной лиги, а затем стала победителем плей-офф. На одном из домашних матчей финала против Луисвилла присутствовало почти 53 тысячи зрителей, тогда как проходившую в этот же день игру Мировой серии в Сент-Луисе посетила 31 тысяча болельщиков. Журнал Sporting News признал Томаса Менеджером года в младших лигах.
Пост главного тренера он оставил в мае 1949 года. Поводом стал скандал во время одного из домашних матчей, когда Томас отправил игрока своей команды Эллиса Клэри на трибуны, чтобы «разобраться» с оскорблявшим их болельщиком. Драку предотвратили полицейские, руководство лиги дисквалифицировало Клэри на три матча, а Томаса на пять. Совет директоров клуба не стал осуждать его за этот инцидент, но Томас всё равно подал в отставку. Сохранив должность генерального менеджера, он доработал до конца сезона. В ноябре 1949 года Томас был нанят «Бостоном» на должность скаута. В организации «Ред Сокс» он работал до своего выхода на пенсию в 1973 году. За свои достижения Томас был избран в Зал славы Международной лиги и Зал спортивной славы Мэриленда.
После выхода на пенсию Томас и его супруга Элис проживали в Далластауне в Пенсильвании, детей у них не было. Он скончался в результате сердечного приступа в своём доме 22 апреля 1988 года. Похоронен Томас на кладбище Друид-Ридж в Пайксвилле.